# Nunca seques lágrimas sin guantes
Nunca seques lágrimas sin guantes (Sueco: Torka aldrig tårar utan handskar) es una miniserie de televisión sueca acerca del impacto del VIH/sida en la comunidad gay de Estocolmo a inicios de los años 1980. La serie está basada en la trilogía de Jonas Gardell del mismo nombre, con cada episodio cubriendo una de las tres novelas: El amor, La enfermedad y La muerte.
La miniserie de 3 episodios fue producida por Sveriges Television, y fue transmitida por primera vez en SVT1 el 8, 15 y 22 de octubre de 2012.
En septiembre de 2013, fue anunciado que la BBC había comprado la serie, y el primer episodio fue transmitido en BBC Four el 2 de diciembre de 2013 para marcar el Día Mundial de la Lucha contra el Sida.

## Elenco y personajes
- Adam Lundgren como Benjamin
- Adam Pålsson como Rasmus
- Simon J. Berger como Paul
- Emil Almén como Seppo
- Michael Jonsson como Lars-Åke
- Christoffer Svensson como Bengt
- Kristoffer Berglund como Reine
- Annika Olsson como la madre de Rasmus
- Stefan Sauk como el padre de Rasmus
- Marie Richardson como la madre de Benjamin
- Gerhard Hoberstorfer como el padre de Benjamin

## Episodios
| N.º | Título                             | Dirigido por  | Escrito por   | Fecha de emisión original |
| --- | ---------------------------------- | ------------- | ------------- | ------------------------- |
| 1   | «Amor» (en sueco: Kärleken)        | Simon Kaijser | Jonas Gardell | 8 de octubre de 2012      |
| 2   | «Enfermedad» (en sueco: Sjukdomen) | Simon Kaijser | Jonas Gardell | 15 de octubre de 2012     |
| 3   | «Muerte» (en sueco: Döden)         | Simon Kaijser | Jonas Gardell | 22 de octubre de 2012     |

## Recepción
En Suecia, la miniserie obtuvo un 34% de audiencia, y recibió buenas críticas de los medios suecos. Se le acreditó una creación de conciencia del VIH y el sida dentro de la sociedad Sueca y ha sido elogiada por los miembros de la comunidad LGBT por su representación de cómo la crisis del sida afectó a Estocolmo en los años 1980.
Posteriormente a su transmisión en la BBC, la revista Time Out calificó al primer episodio con 4 de 5 estrellas, y pidió a los lectores que miraran más allá del nombre de la serie. The Daily Telegraph otorgó al primer episodio 4 de 5 estrellas en una reseña, elogiando la filmación y el uso del simbolismo. Ellen E. Jones de The Independent comparó la serie con la miniserie estadounidense, Angels in America con respecto a la propagación y a la reacción del VIH/sida en los años 1980.

### Galardones
- En mayo de 2013, Nunca seques lágrimas sin guantes ganó el Audiencie Award en el Festival Séries Mania en París.[3]
- El 30 de agosto de 2013, Nunca seques lágrimas sin guantes ganó el premio a la Mejor Serie de Televisión de Drama en el Kristallen.[8]
- La miniserie también fue nominada para los Prix Europa 2013.